# Formacijsko letenje
Formacijsko letenje ali formacija je let dveh ali več letal v skupini po v naprej predvidenem planu. Primarno se leti formacijo z letali istega tipa, zaradi skladnosti medsebojnih letalnih karakteristik (inercija, zmogljivosti in manevrebilnosti posebej pomembno za strjeno formacijo). Formacija ima določenega vodjo formacije, ki vodi formacijo, vodi navigacijo in vodi komunikacijo s kontrolo letenja (formacija se javlja kot eno letalo). Ostala letala v formaciji so sledilci, ki so odgovorni za ohranjanje relativne pozicije glede na vodjo.
Za formacijski let se odda samo en načrt poleta z vsemi vpisanimi letali v načrtu leta. Razdalja med posameznimi letali ne sme presegati 1 km bočno in vzdolžno in 100 ft navpično od vodje. Za manevriranje in prestrukturiranje je odgovoren vodja formacije za separacijo pa vsi vodje zrakoplovov. Obstaja več vrst formacij. Za letenje z različnimi tipi letal se uporablja razmaknjena formacija, saj je posebej nevarno, če sledilci pridejo v brazdno turbulenco težjih letal. Formacije letijo tako vojaška kot civilna letala in so zahtevna ter zelo kakovostna oblika treninga tehnike letenja.
Ker lahko letala poletijo iz različni letališč, ladij oz. baz se za večje formacije morejo dobiti skupaj v zraku. Točko srečanja imenujemo randevu (ang. Rendezvous).
Letenje v formaciji zahteva veliko izobraževanja, usposabljanja, prakse in spretnosti. Najpomembnejši vidik varnega letenja v formacijah je zaupanje. Vodja formacije verjame, da bodo sledilci ostali na položaju, medtem ko sledilci zaupajo vodji, da jih bo varno usmeril in spoštoval omejitve formacije. Letenje v formaciji je odličen način za ustvarjanje skupinskega prijateljstva in mnogi piloti, ki letijo z istimi tipi letal, uživajo v letenju v formacijah. Letenje formacij je tudi prestižna dejavnost vseh starih letalskih organizacij: letalskih akademij, aeroklubov, letalskih prevoznikov na proslavah in mitingih ter proizvajalcev letal in združenj za ohranjanje letalske tehnične dediščine (Commemorative Air Force).

## Zgodovina
Formacijsko letenje se je razvilo v prvi svetovni vojni, ko so bojna letala spremljala izvidniška letala nad sovražnim ozemljem. Eskadrilje lovcev so kmalu ugotovile, da boj v parih zmanjšuje njihove izgube in povečuje njihove zmage. Konec prve svetovne vojne je bila najmanjša bojna enota dve letali, ki sta leteli v formaciji. Med obema vojnama in v drugi svetovni vojni so vojaški piloti nadaljevali z različnimi formacijami. Ko so iskali sovražnika ali v situacijah, ki bi lahko zahtevale nenadne in ostre zavoje, ki so povečali tveganje za trčenje, so se bolj ločili v formaciji, imenovano "bojno širjenje". Med drugo svetovno vojno se je uvedla ''bojna škatla'' za večjo udarno moč bombnikov B-17 in njihovo medsebojno zaščito. Razvoj reaktivnega motorja je pomenil še večjo pozornost posvečanja natančnemu letenju. Ko so zaradi sposobnosti reaktivnega motorja z vektorskim potiskom postali možni različni manevri, je formacijsko letenje po drugi svetovni vojni postalo tesnejše in osredotočeno na izvidništvo v času hladne vojne.

## Tipi formacij

### Let dveh letal
Par (ang. Pair, Element) je formacija dveh letal, ki sta razporejeni v zamik (ang. Echelon), vrsto (ang. Line Abrest) ali kolono (ang. Line Astern). Sestoji iz vodje in sledilca, uporablja se pretežno za šolanje.

### Let vsaj treh letal
Formacija v klinu ali V formacija (ang. Vic formation (UK), parade V (USA)) včasih imenovana tudi strelna formacija je formacija, kjer so letala razporejena v obliki črke V. Formacija klin je formacija, zasnovana za vojaška letala, ima tri ali včasih več letal, ki letijo v strnjeni formaciji z vodilnim na vrhu, preostali del leta pa en ešalon levo in desno, vse skupaj spominja na črko "V". Ime formacije izhaja iz izraza, ki se je takrat uporabljal za "V" v fonetični abecedi RAF. Pri V formaciji se lahko dodajata po dve letali in se jo leti skupaj z 3,5,7,9,11,13,15 itd letali. Razlika med klinom in V formacijo pri več kot treh letalih: je v temu, da je klin poln in se ga leti z 3, 6, 10, 15 letali.
Ešalon formacija ali formacija v zamiku (ang. Echelon formation) je formacija, v kateri so letala razporejena diagonalno. Vsako letalo je nameščena za prejšnjim in desno ("desni ešalon") ali zadaj in levo ("levi ešalon"). Ime formacije izhaja iz francoske besede échelon, kar pomeni stopnica lestve, kar opisuje obliko, ki jo ima ta formacija, gledano od zgoraj ali spodaj.
Delta (ang. Delta) ali Y formacija (s tremi letali) ima razporeditev dveh letal v vrsti za njima pa je tretje letalo, formacija ima obliko obrnjene črte Delta, leti se jo s tremi ali šestimi letali.
Let v koloni (ang. Trail Formation, Line Astern) je letenje v koloni, en zrakoplov za drugim, namenjeno je predvsem za napad na zemeljske cilje, ladje in uničevanje večjih ciljev, kolone vozil ter vlakov, saj se jih s strojnicami enega letala ni dalo dovolj učinkovito uničiti ali onesposobiti. V odvisnosti od višine sledilcev ločimo padajočo kolono (ang. Ladder), kjer je vodja najvišji in je vsak naslednji sledilec nivo nižje ter vzdigujočo kolono (ang. Inladder), kjer je vodja najnižji in je vsak naslednji sledilec nivo višje.
Let v vrsti oz. frontu (ang. Battle Spread Formation, Line Abreast, Wall) vsa letala so enako daleč naprej, v liniji z vodjo, po višini so običajno razporejena v treh 3 ravninah (ali 4 če so 4 letala).

### Let vsaj štirih letal
Formacija štirih prstov (ang. Finger-four, Fingertip formation) sestoji iz štirih letal, sestavljenih iz "vodilnega elementa" in "drugega elementa", vsakega iz dveh letal. Pri gledanju formacije od zgoraj položaji ravnin spominjajo na konice štirih prstov človeške desne roke (brez palca), zaradi česar je formacija dobila ime.
Diamantna formacija ali karo oz. romb (ang. diamond formation, box) je formacija štirih ali več letal, pri čemer letala skupine prevzamejo obliko diamanta - kare.
Formacija pogrešanega človeka (ang. Missing man formation) je zračni pozdrav, ki se izvaja kot del preleta letal na pogrebnem ali spominskem dogodku, običajno v spomin na padlega pilota, znanega vojaškega člana ali veterana ali znano politično osebnost. Letala letijo v formaciji s prostorom, kjer bi moralo biti eno letalo, kar simbolizira odsotnost osebe. Leti se jo z 4 letali.
Bumerang formacija (ang. Boomerang) sestoji iz štirih letal pri čemer letita prva dva letala v vrsti druga dva pa na zunanji strani vrste za prvim dvema.
Vulkan formacija (ang. Vulcan) sestoji vsaj iz štirih letal pri čemer letijo tri letala v klinu pred njimi pa še eno letalo.
T formacija (ang. T) sestoji iz štirih letal, pri čemer tri letala letijo spredaj v vrsti četrti pa sledi srednjemu prednjemu letalu, kar daje obliko črke T.
| Prestruktoriranje       | Prestruktoriranje       | Diagram |
| Iz                      | V                       | Diagram |
| ----------------------- | ----------------------- | ------- |
| formacija štirih prstov | desni ešalon            |         |
| desni ešalon            | formacija štirih prstov |         |
| formacija štirih prstov | levi ešalon             |         |
| levi ešalon             | formacija štirih prstov |         |
| formacija štirih prstov | diamant                 |         |
| diamant                 | formacija štirih prstov |         |
| formacija štirih prstov | vrsto                   |         |
| vrsta                   | formacija štirih prstov |         |

### Let več letal
Karta 5 (ang. Card 5) je razporeditev letal v kvadrat pri čemer je eno letalo v sredini kvadrata.
Domino formacija (ang. Domino) se leti v dveh vrstah običajno letijo 3 letala v prvi in 3 letala v drugi vrsti.
Orel formacija (ang. Eagle) se leti z 6 letali kot diamant z dodanima letaloma na vsaki strani diamanta, kar tvori navidezno ptico - orla.
Dvojček formacija (ang. Twin) se leti z 6 letali kot dve neprekinjene V formacije ena za drugo. Je zelo prikladna za združevanje trojk, kjer se dodajajo po 3 letala v kolono, tako da dobimo formacijo trojk 9, 12 ali 15 letal v koloni po potrebi.
Bojna škatla (ang. Combat box) je bila taktična formacija, ki so jo med drugo svetovno vojno uporabljali težki bombniki zračnih sil ameriške vojske. Bojni boks se je imenoval tudi "razporejena formacija". Njegov obrambni namen je bil združevanje ognjene moči bombnikov, medtem ko je ofenzivno koncentriral izpust bomb na tarčo. Leti se jo z 12 bombniki.  
Praksa označevanja koncentrirane formacije kot "škatle" je bila posledica diagramskega prikazovanja formacij v tlorisu, profilu in čelni elevaciji, pri čemer je bil vsak posamezen bombnik postavljen v nevidno škatlasto območje. Zasluge za nastanek koncepta pripisujejo letalskemu generalu pilotu Curtisu E. LeMayu, poveljniku 305. bombardirne skupine v Angliji. 
Glede na velikost letalske enote, celotna flota istih tipov letal leti skupaj v zraku tipično do 25 letal. Če gre za let brigade (okoli 70 letal) se posamezne eskadrilje držijo skupaj, da se lepo vidi formacijo posamezne eskadrilje v letalski brigadi. V primeru leta letalske divizije (okoli 230 letal) se naredi določen razmik med letalskimi brigadami, da ima okvarjeno letalo možnost umika. Največje enote, ki so letele formacijo so bila letala 8.letalske sile USAF nad Berlinom, 3.februarja 1945 z 1437 bombniki in 948 lovci torej 2385 letal skupaj, odvrgli so dva tisoč ton bojnega tovora.
- Različne formacije
- Par North American T-6 Texan
- Par North American T-28 Trojan
- Par Cessna 152
- Formacija v klinu SIAI-Marchetti SF.260
- Formacija v klinu Tupolev Tu-160 Blackjack
- V formacija SIAI-Marchetti SF.260
- Desni zamik oz. ešalon Beechcraft T-34 Mentor
- Cessna 172H karo formacija
- Formacija Štirje prsti (Four Finger)
- Formacija štirih prstov F-16 Fighting Falcon
- Yakovlev Yak-52 formacija štirih prstov
- Diamant formacija T-6 Texan
- Bojna škatla 12 bombnikov Boeing B-17
- Formacija pogrešanega človeka F-15 Eagle
- Formacija vulkan Airbus A380